# Kalfa
Kalfa je termín používaný v Osmanské říši pro ženu dozorkyni a služku v paláci. Začínající dívky v paláci čekaly na své povýšení na kalfy. Jednalo se o titul pod úrovní usta ("mistr"), titulu předních správců a dozorčích v harému. Tituly usta a kalfa patří k terminologii osmanské gildy a dalších hierarchicky organizovaných právnických osob. Oficiálně otroci či služebné mohli dosáhnout značné autority a byla jim prokazována úcta podobně jako Osmanské dynastii.
Mezi řemeslníky se používal podobný titul; junior musel přejít na status usta a tím si mohl otevřít svůj obchod.

## Imperiální kalfa
Kalfy v osobní službě vládce se nazývali Hünkâr Kalfaları (turecky: imperiální kalfy). Hazinedar (turecky: pokladník) byla vysoce postavená kalfa, která měla za úkol dohled na celým harémem. Usty byly v pozici nad obyčejnými kalfami a do svého počtu zahrnovaly i Hünkür Kalfaları. Jejich hlava Hazinedar Usta či Vysoká Usta obsazovala druhou nejvyšší pozici ve službě harému. 

## Známé kalfy
- Mezi nejznámější kalfy tradičně patří:
- Cevri Kalfa, otrokyně která zachránila život sultána Mahmuta II. Byla oceněna za svou statečnost a loajalitu a byla jmenována hazinedar usta, hlavní pokladní harému, což bylo druhé nejdůležitější místo v hierarchii harému.

Manželky mnoha sultánů byly před sňatky kalfy.